# Tân Quy
Tân Quy là một phường thuộc Quận 7, Thành phố Hồ Chí Minh, Việt Nam.

## Địa lý
Phường Tân Quy nằm ở phía tây bắc Quận 7, có vị trí địa lý:
- Phía đông giáp phường Bình Thuận
- Phía tây giáp phường Tân Hưng
- Phía nam giáp phường Tân Phong và Tân Phú
- Phía bắc giáp phường Tân Kiểng.

Phường có diện tích 0,86 km², dân số năm 2021 là 27.689 người,  mật độ dân số đạt 32.196 người/km².

## Lịch sử
Dưới thời nhà Nguyễn, địa bàn phường Tân Quy hiện nay là một phần làng Tân Quy Đông thuộc tổng Bình Trị Hạ, huyện Bình Dương, phủ Tân Bình, tỉnh Gia Định. Đến thời Pháp thuộc, chính quyền đặt tổng Bình Trị Hạ thuộc quận Nhà Bè, tỉnh Gia Định.
Sau năm 1956, các làng gọi là xã, Tân Quy Đông là một xã thuộc quận Nhà Bè.
Sau năm 1975, xã Tân Quy Đông được đổi tên thành xã Tân Quy thuộc huyện Nhà Bè, Thành phố Hồ Chí Minh.
Ngày 17 tháng 7 năm 1986, Hội đồng Bộ trưởng ban hành Quyết định 87-HĐBT. Theo đó, chia xã Tân Thuận thành hai xã Tân Thuận Đông và Tân Thuận Tây.
Sau khi thành lập, xã Tân Quy Đông có 414 ha diện tích tự nhiên và 12.343 người.
Ngày 6 tháng 1 năm 1997, Chính phủ ban hành Nghị định số 03-CP. Theo đó, chuyển xã Tân Quy Đông về Quận 7 mới thành lập và thành lập phường Tân Quy trên cơ sở 86 ha diện tích tự nhiên, 9.265 người của xã Tân Quy Đông.